# Bothrogonia
Bothrogonia är ett släkte av insekter. Bothrogonia ingår i familjen dvärgstritar.

## Bildgalleri

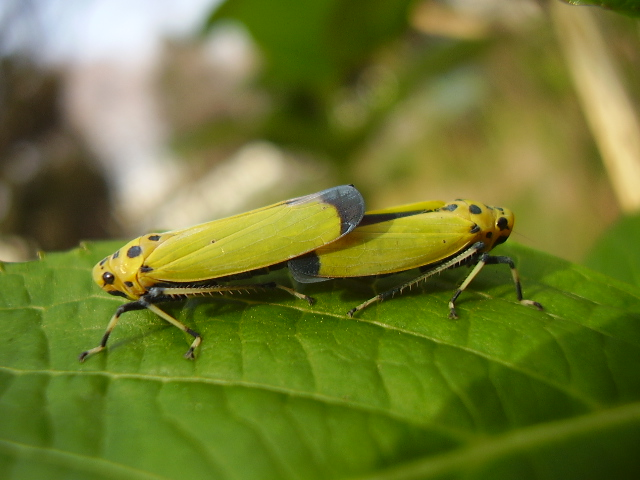

## Dottertaxa tillBothrogonia, i alfabetisk ordning[1]
- Bothrogonia acuminata
- Bothrogonia addita
- Bothrogonia albidicans
- Bothrogonia alternata
- Bothrogonia angaleti
- Bothrogonia ardalahua
- Bothrogonia curvata
- Bothrogonia diana
- Bothrogonia duplex
- Bothrogonia exigua
- Bothrogonia ferruginea
- Bothrogonia flava
- Bothrogonia flavovittata
- Bothrogonia formosana
- Bothrogonia foveolata
- Bothrogonia fuquana
- Bothrogonia gelida
- Bothrogonia guiana
- Bothrogonia hamata
- Bothrogonia indistincta
- Bothrogonia japonica
- Bothrogonia jianchuana
- Bothrogonia keralana
- Bothrogonia lata
- Bothrogonia liui
- Bothrogonia longimaculata
- Bothrogonia macromaculata
- Bothrogonia mouhoti
- Bothrogonia multimaculata
- Bothrogonia nigroscutellata
- Bothrogonia obscura
- Bothrogonia pingtangana
- Bothrogonia punicea
- Bothrogonia pythonis
- Bothrogonia qianana
- Bothrogonia qiongana
- Bothrogonia rectia
- Bothrogonia sclerotica
- Bothrogonia shuichengana
- Bothrogonia sinica
- Bothrogonia striata
- Bothrogonia tamborensis
- Bothrogonia tianzhuensis
- Bothrogonia tibetana
- Bothrogonia timorensis
- Bothrogonia tortilla
- Bothrogonia transversa
- Bothrogonia tripars
- Bothrogonia wetterensis
- Bothrogonia yunana